# Olympische Sommerspiele 2024/Leichtathletik – 400 m Hürden (Männer)
Der 400-Meter-Hürdenlauf der Männer bei den Olympischen Spielen 2024 in Paris fand zwischen dem 5. August 2024 und dem 9. August 2024 im Stade de France statt.

## Aktuelle Titelträger
| Olympiasieger                        | Karsten Warholm ( Norwegen)                | 45,94 s | Tokio 2020     |
| Weltmeister                          | Karsten Warholm ( Norwegen)                | 46,89 s | Budapest 2023  |
| Europameister                        | Karsten Warholm ( Norwegen)                | 46,98 s | Rom 2024       |
| Nord-/Zentralamerika-/Karibikmeister | Kyron McMaster ( Britische Jungferninseln) | 47,34 s | Freeport 2022  |
| Südamerikameister                    | Matheus Lima ( Brasilien)                  | 49,44 s | São Paulo 2023 |
| Asienmeister                         | Bassem Hemeida ( Katar)                    | 48,64 s | Bangkok 2023   |
| Afrikameister                        | Victor Ntweng ( Botswana)                  | 48,88 s | Douala 2024    |
| Ozeanienmeister                      | Angus Proudfoot ( Australien)              | 50,64 s | Suva 2024      |

## Rekorde

### Bestehende Rekorde
| Weltrekord         | Karsten Warholm ( Norwegen) | 45,94 s | Finale Tokio, Japan | 3. August 2021 |
| Olympischer Rekord | Karsten Warholm ( Norwegen) | 45,94 s | Finale Tokio, Japan | 3. August 2021 |

## Vorläufe
5. August 2024, 10:05 Uhr
Für das Halbfinale qualifizierten sich die ersten drei Athleten aller fünf Vorläufe sowie die Athleten mit den drei schnellsten restlichen Zeiten. Alle restlichen Athleten mit gültigen Leistungen (nicht DSQ, DNF oder DNS) qualifizierten sich für die Hoffnungsrunde.

### Vorlauf 1
| Rang | Athlet          | Nation                   | Zeit (s) | Anmerkung |
| ---- | --------------- | ------------------------ | -------- | --------- |
| 1    | Rai Benjamin    | Vereinigte Staaten       | 48,82    | Q         |
| 2    | Jaheel Hyde     | Jamaika                  | 49,08    | Q         |
| 3    | Kyron McMaster  | Britische Jungferninseln | 49,24    | Q         |
| 4    | Carl Bengtström | Schweden                 | 49,34    | Re        |
| 5    | Bassem Hemeida  | Katar                    | 49,82    | Re, SB    |
| 6    | Daiki Ogawa     | Japan                    | 50,21    | Re        |
| 7    | Matic Ian Guček | Slowenien                | 50,30    | Re        |

### Vorlauf 2
| Rang | Athlet            | Nation                  | Zeit (s) | Anmerkung |
| ---- | ----------------- | ----------------------- | -------- | --------- |
| 1    | Karsten Warholm   | Norwegen                | 47,57    | Q         |
| 2    | Clément Ducos     | Frankreich              | 47,69    | Q, PB     |
| 3    | Abderrahman Samba | Katar                   | 48,35    | Q         |
| 4    | Yeral Núñez       | Dominikanische Republik | 48,67    | Re        |
| 5    | Trevor Bassitt    | Vereinigte Staaten      | 49,38    | Re        |
| 6    | Vít Müller        | Tschechien              | 49,44    | Re        |
| 7    | Oskar Edlund      | Schweden                | 49,74    | Re        |
| 8    | Xie Zhiyu         | China                   | 49,90    | Re        |

### Vorlauf 3
| Rang | Athlet            | Nation             | Zeit (s) | Anmerkung |
| ---- | ----------------- | ------------------ | -------- | --------- |
| 1    | Rasmus Mägi       | Estland            | 48,62    | Q         |
| 2    | CJ Allen          | Vereinigte Staaten | 48,64    | Q         |
| 3    | Alison dos Santos | Brasilien          | 48,75    | Q         |
| 4    | Emil Agyekum      | Deutschland        | 49,38    | Re        |
| 5    | Victor Ntweng     | Botswana           | 49,59    | Re        |
| 6    | Julien Bonvin     | Schweiz            | 49,82    | Re        |
| 7    | Kaito Tsutsue     | Japan              | 50,50    | Re        |
| 8    | Yasmani Copello   | Türkei             | 50,72    | Re        |

### Vorlauf 4
| Rang | Athlet             | Nation      | Zeit (s) | Anmerkung |
| ---- | ------------------ | ----------- | -------- | --------- |
| 1    | Roshawn Clarke     | Jamaika     | 48,17    | Q         |
| 2    | Ezekiel Nathaniel  | Nigeria     | 48,38    | Q         |
| 3    | Wilfried Happio    | Frankreich  | 48,42    | Q         |
| 4    | Alessandro Sibilio | Italien     | 48,43    | q         |
| 5    | Wiseman Mukhobe    | Kenia       | 48,58    | q         |
| 6    | Nick Smidt         | Niederlande | 48,64    | q, SB     |
| 7    | Gerald Drummond    | Costa Rica  | 48,80    | Re        |
| 8    | Constantin Preis   | Deutschland | 49,99    | Re        |

### Vorlauf 5
| Rang | Athlet               | Nation            | Zeit (s) | Anmerkung |
| ---- | -------------------- | ----------------- | -------- | --------- |
| 1    | Malik James-King     | Jamaika           | 48,21    | Q         |
| 2    | Matheus Lima         | Brasilien         | 48,90    | Q         |
| 3    | Alastair Chalmers    | Großbritannien    | 48,98    | Q         |
| 4    | Joshua Abuaku        | Deutschland       | 49,00    | Re        |
| 5    | Berke Akçam          | Türkei            | 49,48    | Re        |
| 6    | Ken Toyoda           | Japan             | 53,62    | Re        |
|      | Ismail Doudai Abakar | Katar             | DNF      |           |
|      | Peng Ming-yang       | Chinesisch Taipeh | DNF      |           |

## Hoffnungsrunde
6. August 2024, 12:00 Uhr
Für das Halbfinale qualifizierten sich die ersten zwei Athleten aller drei Hoffnungsläufe.

### Hoffnungslauf 1
| Rang | Athlet          | Nation             | Zeit (s) | Anmerkung |
| ---- | --------------- | ------------------ | -------- | --------- |
| 1    | Trevor Bassitt  | Vereinigte Staaten | 48,64    | Q         |
| 2    | Emil Agyekum    | Deutschland        | 48,67    | Q         |
| 3    | Vít Müller      | Tschechien         | 48,96    |           |
| 4    | Oskar Edlund    | Schweden           | 48,99    |           |
| 5    | Daiki Ogawa     | Japan              | 49,25    |           |
| 6    | Bassem Hemeida  | Katar              | 49,64    | SB        |
|      | Yasmani Copello | Türkei             | DNS      |           |

### Hoffnungslauf 2
| Rang | Athlet           | Nation      | Zeit (s) | Anmerkung |
| ---- | ---------------- | ----------- | -------- | --------- |
| 1    | Carl Bengtström  | Schweden    | 48,63    | Q         |
| 2    | Gerald Drummond  | Costa Rica  | 48,78    | Q         |
| 3    | Victor Ntweng    | Botswana    | 48,88    |           |
| 4    | Matic Ian Guček  | Slowenien   | 49,06    |           |
| 5    | Constantin Preis | Deutschland | 51,02    |           |
|      | Kaito Tsutsue    | Japan       | DNS      |           |

### Hoffnungslauf 3
| Rang | Athlet        | Nation                  | Zeit (s) | Anmerkung |
| ---- | ------------- | ----------------------- | -------- | --------- |
| 1    | Berke Akçam   | Türkei                  | 48,72    | Q         |
| 2    | Joshua Abuaku | Deutschland             | 48,87    | Q, SB     |
| 3    | Julien Bonvin | Schweiz                 | 49,08    |           |
| 4    | Xie Zhiyu     | China                   | 49,59    |           |
| 5    | Yeral Núñez   | Dominikanische Republik | 53,68    |           |
|      | Ken Toyoda    | Japan                   | DNS      |           |

## Halbfinale
7. August 2024, 19:35 Uhr
Für das Finale qualifizierten sich die ersten zwei Athleten der drei Läufe sowie die Athleten mit den zwei schnellsten restlichen Zeiten.

### Lauf 1
| Rang | Athlet            | Nation             | Zeit (s) | Anmerkung |
| ---- | ----------------- | ------------------ | -------- | --------- |
| 1    | Karsten Warholm   | Norwegen           | 47,67    | Q         |
| 2    | Clément Ducos     | Frankreich         | 47,85    | Q         |
| 3    | Alison dos Santos | Brasilien          | 47,95    | q         |
| 4    | Trevor Bassitt    | Vereinigte Staaten | 48,29    |           |
| 5    | Ezekiel Nathaniel | Nigeria            | 48,65    |           |
| 6    | Nick Smidt        | Niederlande        | 49,61    |           |
| 7    | Jaheel Hyde       | Jamaika            | 50,03    |           |
| 8    | Joshua Abuaku     | Deutschland        | 50,19    |           |

### Lauf 2
| Rang | Athlet             | Nation                   | Zeit (s) | Anmerkung |
| ---- | ------------------ | ------------------------ | -------- | --------- |
| 1    | Kyron McMaster     | Britische Jungferninseln | 48,15    | Q         |
| 2    | Rasmus Mägi        | Estland                  | 48,16    | Q         |
| 3    | Abderrahman Samba  | Katar                    | 48,20    | q         |
| 4    | CJ Allen           | Vereinigte Staaten       | 48,44    |           |
| 5    | Emil Agyekum       | Deutschland              | 48,78    |           |
| 6    | Alessandro Sibilio | Italien                  | 48,79    |           |
| 7    | Malik James-King   | Jamaika                  | 48,85    |           |
| 8    | Berke Akçam        | Türkei                   | 49,12    |           |

### Lauf 3
| Rang | Athlet            | Nation             | Zeit (s) | Anmerkung |
| ---- | ----------------- | ------------------ | -------- | --------- |
| 1    | Rai Benjamin      | Vereinigte Staaten | 47,85    | Q         |
| 2    | Roshawn Clarke    | Jamaika            | 48,34    | Q         |
| 3    | Wilfried Happio   | Frankreich         | 48,66    |           |
| 4    | Matheus Lima      | Brasilien          | 49,08    |           |
| 5    | Wiseman Mukhobe   | Kenia              | 49,22    |           |
| 6    | Carl Bengtström   | Schweden           | 49,56    |           |
| 7    | Gerald Drummond   | Costa Rica         | 49,68    |           |
| 8    | Alastair Chalmers | Großbritannien     | 56,52    |           |

## Finale
9. August 2024, 21:45 Uhr
| Rang | Athlet            | Nation                   | Zeit (s) | Anmerkung |
| ---- | ----------------- | ------------------------ | -------- | --------- |
| 1    | Rai Benjamin      | Vereinigte Staaten       | 46,46    | =SB       |
| 2    | Karsten Warholm   | Norwegen                 | 47,06    |           |
| 3    | Alison dos Santos | Brasilien                | 47,26    |           |
| 4    | Clément Ducos     | Frankreich               | 47,76    |           |
| 5    | Kyron McMaster    | Britische Jungferninseln | 47,79    | SB        |
| 6    | Abderrahman Samba | Katar                    | 47,98    |           |
| 7    | Rasmus Mägi       | Estland                  | 52,53    |           |
|      | Roshawn Clarke    | Jamaika                  | DNF      |           |